# 드림하이 2
《드림하이 2》(Dream High 2)는 2012년 KBS2에서 방송된 대한민국의 드라마다. 전편《드림하이》는 예술고등학교를 배경으로 하며, 《드림하이 2》는 연예 기획사를 배경으로 한 드라마이다.

## 등장인물

### 주요
- 강소라 : 신해성 역

기린예고 학생. 필기는 우등생이지만 음치에 몸치인 아이돌 지망생. 매사에 긍정적이며 자신감이 있다. 작곡에 소질이 있으며 JB의 열혈한 팬. JB와 진유진이 좋아하는 사람이다. 제이비의여인
- 정진운 : 진유진 역

기린예고 학생. 록스타를 꿈꾸는 허풍쟁이 문제아로 찍혀있지만 자신만의 음악을 잘 알고 있다. 과거에 제이비와 얽힌 관계가 있다. 해성이를 좋아하는 듯 하다.
- JB : JB (본명 장우재) 역

최고의 보이 그룹 '이든'의 리더이자 완벽주의 천재 아이돌이긴 하나 내면에는 불안감과 외로움을 잘타고 있어 신경쇠약 일보 직전 상태이며 진유진과 과거에 얽힌 인연이 있다. 처음에 리안이랑 연애 했는데 조금씩 갈 수록 해성이에게 관심이 가고 있다.
해성이의연인
- 박서준 : 시우 (본명 이시우) 역

보이 그룹 '이든'의 멤버이며 보컬을 맡고 있다. 제이비와 달리 자유분방한 성격이라 스캔들이 자주 일어나는 편이다. 나나와 친하게 지내는 홍주를 미워한다.
나나의연인
- 효린 : 나나 (본명 이재희) 역

걸 그룹 '허쉬'의 리드 보컬이자 리더. 가창력에서는 최고이며 성격이 화통하여 기린예고 생들과 친하게 지내는 편이다.
시우의연인
- 지연 : 리안 (본명 이지경) 역

걸그룹 '허쉬'의 인기 1순위 멤버이며 미모를 담당하고있다. 스스로 가수는 부업이고 연기가 본업이라고 생각하고, 인기 덕에 드라마와 영화에 캐스팅도 줄을 잇지만 발연기 아이돌이라는 타이틀이 따라다닌다. 겉으론 싸가지없고 도도해보이지만 속은 여린 츤데레 캐릭터이다. 특히 부모님을 끔찍이 생각한다.
유진의연인
- 에일리 : 에일리 역

걸그룹 '허쉬'의 멤버. 온실 속의 화초로 자라 철부지 경향이 있고, 외국에서 자라 한국 문화를 잘 모르는 편이다.

### 학생들
- 유소영 : 박순동 역

기린예고 생이며 무당 기질이 있다. 귀신을 보지는 못하지만 귀신의 목소리는 들을 수 있다. 그녀의 점괘는 대체로 신빙성이 없지만 특유의 표정과 말투 때문에 ‘혹시’하고 믿게 만드는 힘이 있다. 해성의 절친이자 룸메이트이다.
홍주의연인
- 김지수 : 박홍주 역

기린예고 생이며 놀라운 친화력과 넉살 좋은 유머로 누구와도 잘 어울리며 갈등을 중화시키는 중재자 역할을 한다. 본인은 통기타 하나로 전국을 누비는 음유시인이고 싶지만 코믹한 외모가 노래 실력을 깎아먹는 아쉬움이 있다. 나나를 짝사랑한다.
순동이의여인

- 진영 : 정의봉 역

제이비의 백댄서. 단무지(단순ㆍ무식ㆍ지랄) 정신으로 똘똘 무장한 불량 청소년의 외모를 가지고 있지만, 마음만은 한없이 순하고 착한 성격인 머슴과 스타일이다.
이슬의연인
- 정연주 : 이슬 역

오즈 엔터테인먼트 대표 이강철의 딸. 감정의 기복이 심해 어려서부터 자의 반 타의 반으로 왕따 인생을 산다. 이로 인해 반항심이 있다. 나중에 의봉이랑 사귀게 된다.
의봉의연인

### 선생님들
- 권해효 : 주정완 역

밴드 '은하수' 출신 멤버인 기린예고 교장. 아이들의 인성을 중요시 여기는 허허실실한 교장이지만, 밤에는 치킨집에서 일하는 투잡족이다.
- 김정태 : 이강철 역

오즈 엔터테인먼트 대표 겸 기린예고 이사장. 밴드 '은하수' 출신의 CEO이며, 손대는 것마다 성공시키는 연예계 마이더스의 손. 자신의 철두철미하고 냉혹한 경영철학을 기린예고에 도입하여 학교를 연습생 훈련소로 만들 계획이 있다.
- 최여진 : 안태연 역

기린예고 기숙사 사감 겸 보컬 교사. 정작 본인의 노래 실력은 뛰어나지 않으며 외모에 관심이 많은 편이다. 양진만과 티격태격하는 사이이다. 돌아이팀의 지도 교사이다.
- 박가희 : 현지수 역

오즈 엔터테인먼트 이사 겸 걸그룹 '슈크림' 출신 안무 교사. 까칠한 성격으로 양진만과 티격태격하는 사이이지만 그에게 사랑의 감정을 느낀다. 아이돌팀의 지도 교사이다.
- 윤희석 : 신재인 역

대한민국 최고의 프로듀서이며 강철이 데리고 온 와일드 카드. 슈퍼 아이돌을 선발하기 위해 기린예고에 투입된다.
- 박진영 : 양진만 역

기린예고 전 기숙사 사감 겸 영어 교사. 가수의 꿈을 버리지 못하고 기린예고에 살아남은 인물이다. 사기를 당하고 사감 직에 잘려 기숙사 수위로 일하고 있으며 현지수와 안태연과의 삼각로맨스에 빠진다. 11회에선 댄스교사로 변신했다.

### 그 외 인물
- 리민
- 정규수 : 신해성의 아버지 역
- 황미선 : 리안의 어머니 역
- 노정의 : 신해풍 역 - 신해성의 여동생
- 유준홍 : 이인수 역
- 이청미 : 가영 역
- 김소혜 : 친구가 쓰러졌다고 다급히 알리는 학생 역
- 홍승휘

### 특별출연
- 김수현 : 송삼동 역

리안이 나온 드라마의 상대 배우
- 아이유 : 김필숙 역

후배 해성에게 싸인을 해준 기린예고 선배로 인기 가수
- 임나연 : 희봉이의 댄스 파트너 역
- 수지 : 고혜미 역

슈퍼 아이돌 데뷔무대서 마주친 기린예고 졸업생으로 걸그룹 가수로 활동중
- 조정은 : 신해풍 역

어느덧 고등학생이 되어 언니의 학교인 기린예고 학생으로 재학 중
- 톡식 : 진유진과 같이 공연한 밴드 멤버 역
- 마이네임 : 오즈 엔터테인먼트 소속 연습생 역
- 싸이 : 기린예고생이 떠난 해병대 캠프의 조교 역
- 예은 : 인기가수 겸 라디오 DJ 역

해성의 곡을 산 뒤 해성에게 격려해주는 인물.
- 마크 : 이든의 백댄서 역
- Young K : 이든의 백댄서 역

## 시청률
최저 시청률과 최고 시청률은 시청률 조사회사와 지역별로 시청률에 차이가 있을 수 있습니다.
| 2012년      | 2012년      | 2012년         | 2012년       | 2012년         | 2012년       |
| 회차        | 방송일      | TNMS 시청률    | TNMS 시청률  | AGB 시청률     | AGB 시청률   |
| 회차        | 방송일      | 대한민국(전국) | 서울(수도권) | 대한민국(전국) | 서울(수도권) |
| ----------- | ----------- | -------------- | ------------ | -------------- | ------------ |
| 제1회       | 1월 30일    | 9.2%           | 9.8%         | 10.5%          | 11.6%        |
| 제2회       | 1월 31일    | 8.9%           | 10.1%        | 9.8%           | 11.0%        |
| 제3회       | 2월 6일     | 8.2%           | 8.8%         | 7.2%           | 7.6%         |
| 제4회       | 2월 7일     | 9.8%           | 11.7%        | 8.2%           | 8.9%         |
| 제5회       | 2월 13일    | 7.6%           | 7.9%         | 7.7%           | 8.0%         |
| 제6회       | 2월 14일    | 7.9%           | 8.0%         | 7.9%           | 8.5%         |
| 제7회       | 2월 20일    | 6.9%           | 7.9%         | 8.1%           | 8.7%         |
| 제8회       | 2월 21일    | 7.8%           | 8.3%         | 7.9%           | 8.2%         |
| 제9회       | 2월 27일    | 7.7%           | 8.7%         | 7.3%           | 7.9%         |
| 제10회      | 2월 28일    | 7.8%           | 8.7%         | 7.9%           | 8.0%         |
| 제11회      | 3월 5일     | 6.3%           | 7.1%         | 6.4%           | 7.0%         |
| 제12회      | 3월 6일     | 7.1%           | 7.5%         | 6.4%           | 6.5%         |
| 제13회      | 3월 12일    | 5.2%           | 5.5%         | 6.2%           | 6.7%         |
| 제14회      | 3월 13일    | 5.7%           | 6.5%         | 6.8%           | 6.9%         |
| 제15회      | 3월 19일    | 5.7%           | 5.8%         | 5.7%           | 6.7%         |
| 제16회      | 3월 20일    | 6.4%           | 6.7%         | 6.6%           | 7.4%         |
| 평균 시청률 | 평균 시청률 | 7.4%           | 8.1%         | 7.5%           | 8.1%         |

## 사운드트랙

### 1부
| #            | 제목         | 가수         | 재생 시간 |
| ------------ | ------------ | ------------ | --------- |
| 1.           | 〈Falling〉  | 박진영       | 3:26      |
| 총 재생 시간 | 총 재생 시간 | 총 재생 시간 | 3:26      |

### 2부
| #            | 제목               | 가수         | 재생 시간 |
| ------------ | ------------------ | ------------ | --------- |
| 1.           | 〈You`re My Star〉 | 수지         | 3:32      |
| 총 재생 시간 | 총 재생 시간       | 총 재생 시간 | 3:32      |

### 3부
| #            | 제목                | 가수         | 재생 시간 |
| ------------ | ------------------- | ------------ | --------- |
| 1.           | 〈Hello to Myself〉 | 예은         | 3:35      |
| 총 재생 시간 | 총 재생 시간        | 총 재생 시간 | 3:35      |

### 4부
| #            | 제목           | 가수                 | 재생 시간 |
| ------------ | -------------- | -------------------- | --------- |
| 1.           | 〈Super Star〉 | 효린, 박지연, 에일리 | 3:39      |
| 총 재생 시간 | 총 재생 시간   | 총 재생 시간         | 3:39      |

### 5부
| #  | 제목         | 가수   | 재생 시간 |
| -- | ------------ | ------ | --------- |
| 1. | 〈아픈희망〉 | 이기찬 | 3:49      |

### 6부
| #            | 제목         | 가수                         | 재생 시간 |
| ------------ | ------------ | ---------------------------- | --------- |
| 1.           | 〈B급인생〉  | 정진운, 강소라, 진영, 김지수 | 2:30      |
| 총 재생 시간 | 총 재생 시간 | 총 재생 시간                 | 2:30      |

### 7부
| #            | 제목         | 가수         | 재생 시간 |
| ------------ | ------------ | ------------ | --------- |
| 1.           | 〈Together〉 | 박지연, JB   | 4:19      |
| 총 재생 시간 | 총 재생 시간 | 총 재생 시간 | 4:19      |

### 8부
| #            | 제목         | 가수         | 재생 시간 |
| ------------ | ------------ | ------------ | --------- |
| 1.           | 〈하루하루〉 | 박지연       | 3:43      |
| 총 재생 시간 | 총 재생 시간 | 총 재생 시간 | 3:43      |

### 드림하이 2 OST
| #            | 제목                  | 가수                         | 재생 시간 |
| ------------ | --------------------- | ---------------------------- | --------- |
| 1.           | 〈Falling〉           | 박진영                       | 3:27      |
| 2.           | 〈You're My Star〉    | 수지                         | 3:31      |
| 3.           | 〈Hello to Myself〉   | 예은                         | 3:35      |
| 4.           | 〈Super Star〉        | 효린, 박지연, 에일리         | 3:39      |
| 5.           | 〈아픈 희망〉         | 이기찬                       | 3:49      |
| 6.           | 〈Together〉          | 박지연, JB                   | 4:19      |
| 7.           | 〈B급인생〉           | 정진운, 강소라, 진영, 김지수 | 2:30      |
| 8.           | 〈하루하루〉          | 박지연                       | 3:43      |
| 9.           | 〈New Dreaming〉      | JB, 박서준                   | 3:05      |
| 10.          | 〈Together〉 (연주곡) | Various Artists              | 4:19      |
| 11.          | 〈B급인생〉 (연주곡)  | Various Artists              | 2:30      |
| 총 재생 시간 | 총 재생 시간          | 총 재생 시간                 | 38:07     |